# Mieczysław Palus

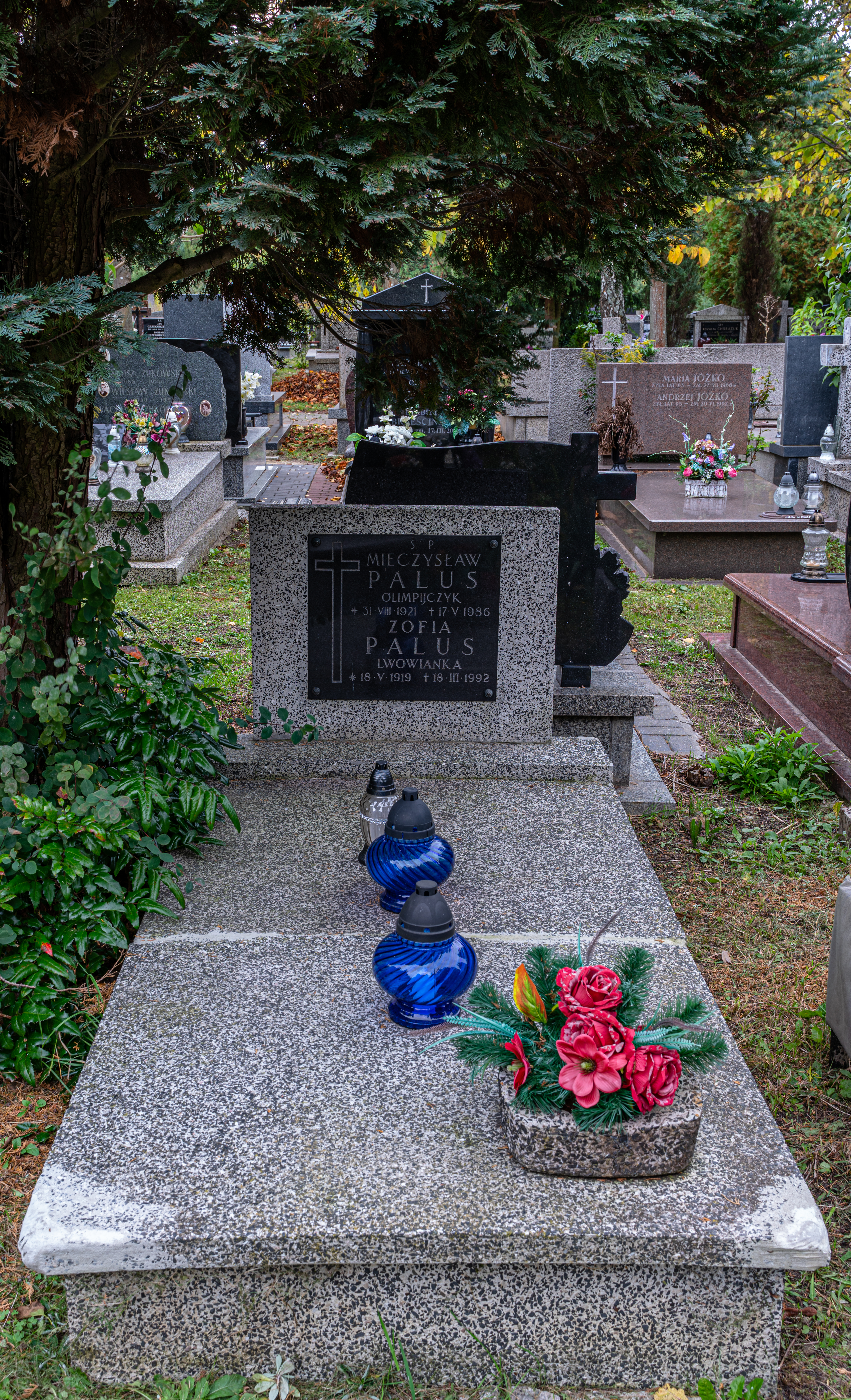
Grób Mieczysława Palusa na cmentarzu Komunalnym Północnym w Warszawie

Mieczysław Palus (ur. 31 sierpnia 1921 w Zaczerniu, zm. 17 maja 1986 w Warszawie) – polski hokeista i trener, olimpijczyk.
Zawodnik grający jako napastnik. Zawodnik lwowskich klubów Pogoni i Spartaka oraz Wisły Kraków, Cracovii i Legii Warszawa. Z tym ostatnim klubem zdobył siedem tytułów mistrza Polski, ósmy tytuł zdobył wcześniej z Cracovią.
W reprezentacji Polski wystąpił 26 razy zdobywając 12 bramek. W 1948 wziął udział w Zimowych Igrzyskach Olimpijskich w St. Moritz. Wystąpił również w mistrzostwach świata w Pradze w 1947.
Po zakończeniu kariery zawodniczej trener. Z warszawską Legią zdobył 8 tytułów mistrzowskich. Brał udział w przygotowaniach reprezentacji Polski do igrzysk olimpijskich w Cortinie d' Ampezzo w 1956.
Został pochowany na Cmentarzu Komunalnym Północnym w Warszawie (kw. W-X-8-1).